# Cerzeto
Cerzeto (in Arbëresh, IPA: [ar'bəreʃ]: Qana) ist eine süditalienische Gemeinde mit 1217 Einwohnern (Stand 31. Dezember 2023) in der Provinz Cosenza in Kalabrien.

## Lage und Daten
Das Gebiet der Gemeinde liegt auf einer Höhe von 470 m über dem Meeresspiegel und umfasst eine Fläche von 21 km². Cerzeto liegt etwa 40 km nördlich von Cosenza. Die Ortsteile sind Cavallerizzo und San Giacomo. Cavallerizzo ist seit einem Erdrutsch am 7. März 2005 nicht mehr bewohnt. Die Nachbargemeinden sind Bisignano, Cervicati, Fuscaldo, Mongrassano, San Martino di Finita, Torano Castello und Rota Greca.

## Geschichte
Gegründet wurde die Gemeinde von Arbëresh um das Jahr 1478.